# Grabrić
Grabrić is een plaats in de gemeente Gradec in de Kroatische provincie Zagreb. De plaats telt 85 inwoners (2001).